# 色当区
色当区（法語：arrondissement de Sedan）是法国阿登省所辖的一个区。总面积792.2平方公里，总人口56808，人口密度72人/平方公里（2018年）。主要城镇为色当。

## 辖区
色当区辖有73个市镇。